# Sean Jones (Eishockeyspieler)
Sean Jones (* 26. Mai 1985 in Melbourne) ist ein australischer Eishockeyspieler, der seit 2011 beim Mustangs IHC in der Australian Ice Hockey League spielt.

## Karriere
Sean Jones begann seine Karriere als Eishockeyspieler in seiner Heimatstadt bei den Saints Monarchs, für die er von 2002 bis 2003 aus der Victorian Ice Hockey Association spielte. 2004 wechselte er in die Australian Ice Hockey League zu Melbourne Ice und mit denen er 2006 den V.I.P.-Cup als bestes Team der regulären Saison und 2010 den Goodall Cup gewann. Anschließend wechselte er zum Lokalrivalen Mustangs IHC, mit dem er 2014 ebenfalls den Goodall Cup gewinnen konnte. Von 2013 bis 2015 war Kapitän der Mustangs.

### International
Für Australien nahm Jones im Juniorenbereich an den U18-Weltmeisterschaften der Asien-Ozeanien-Division 2002 und der Division III 2003 sowie den U20-Weltmeisterschaften der Division III 2004 und der Division II 2005 teil.
Im Herrenbereich stand er erstmals mit 28 Jahren bei der Weltmeisterschaft 2013 in der Division II im australischen Aufgebot. Auch 2016 spielte er mit den Australiern in der Division II.

## Erfolge und Auszeichnungen
- 2002 Aufstieg in die Division III bei der U18-Weltmeisterschaft der Asien-Ozeanien-Division
- 2003 Aufstieg in die Division II bei der U18-Weltmeisterschaft der Division III
- 2004 Aufstieg in die Division II bei der U20-Weltmeisterschaft der Division III
- 2010 Goodall-Cup-Gewinn mit Melbourne Ice
- 2014 Goodall-Cup-Gewinn mit dem Mustangs IHC
- 2016 Aufstieg in die Division I, Gruppe A, bei der Weltmeisterschaft der Division II, Gruppe B